# モーレア島

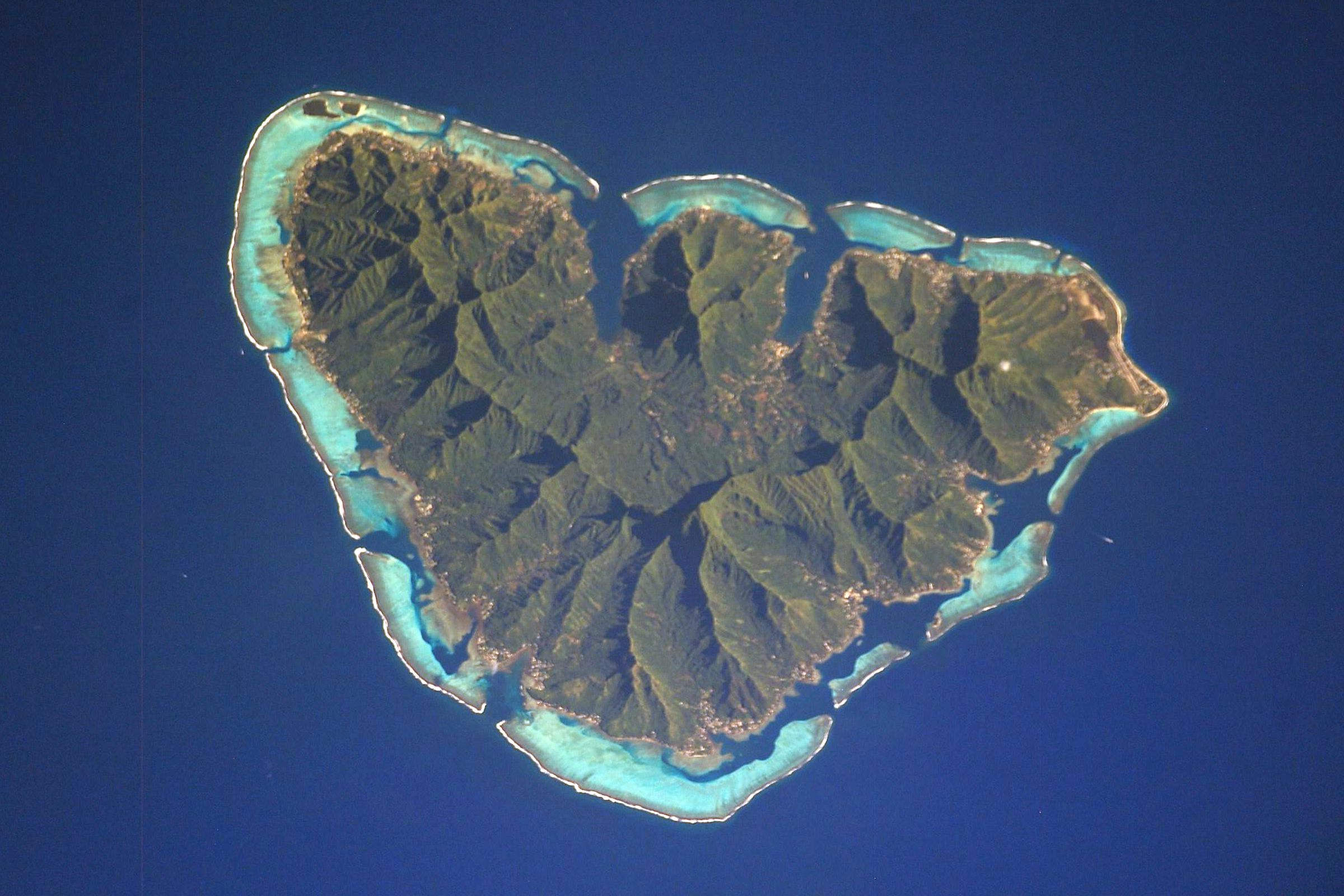
モーレア島航空写真

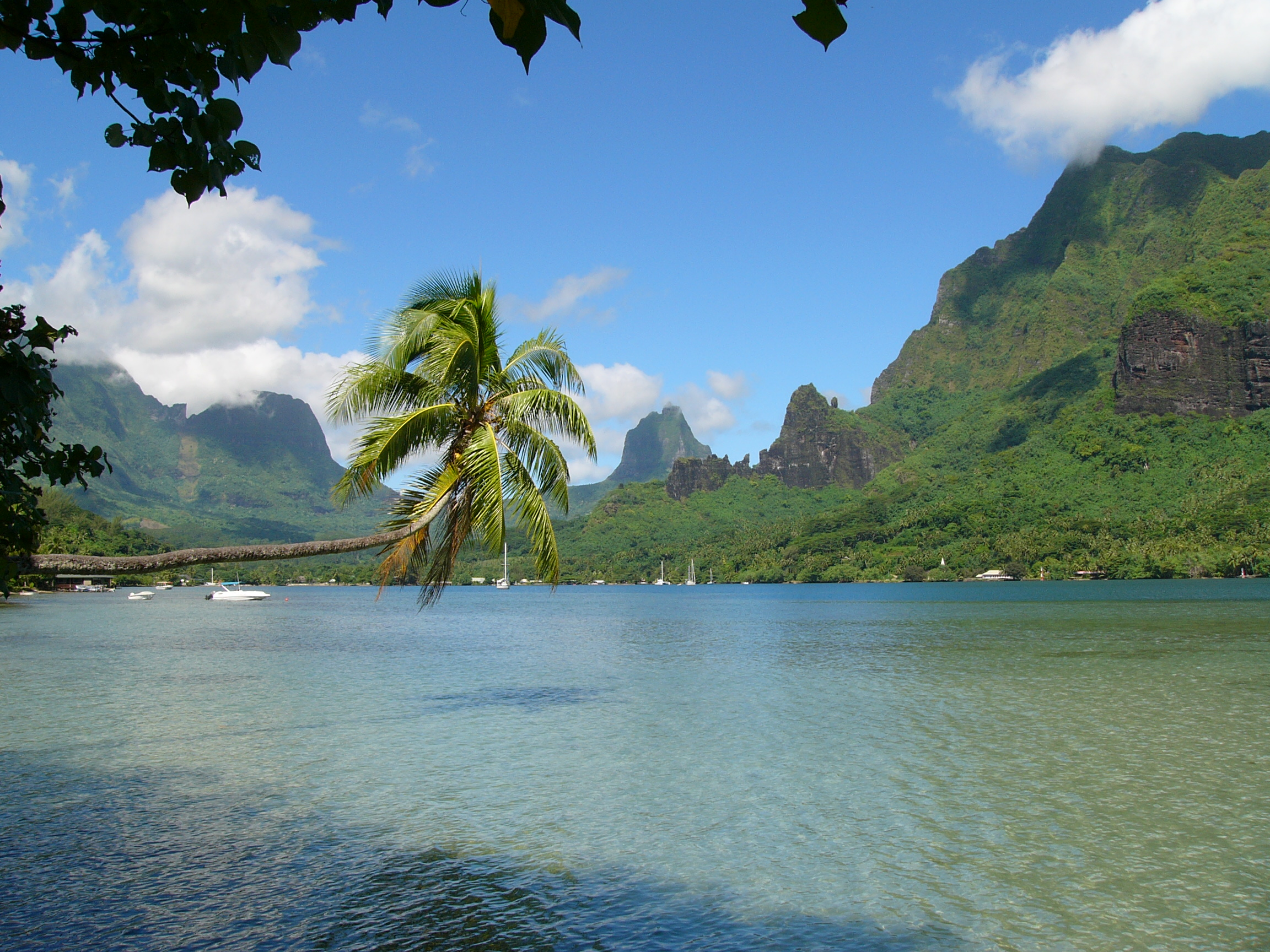
モーレア島クック湾

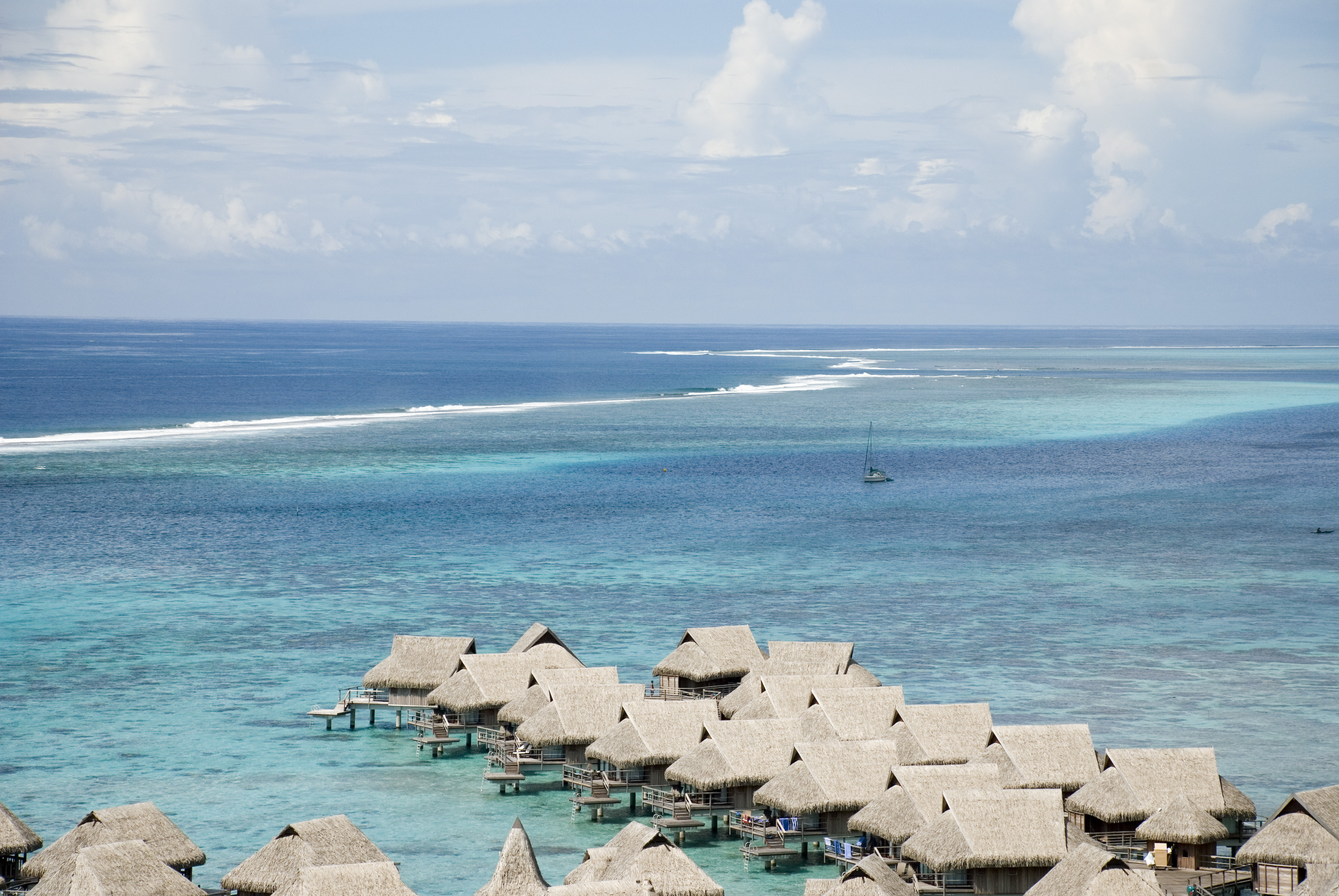
モーレア島のホテルとラグーン

モーレア島（モーレアとう）は、フランス領ポリネシア、ソシエテ諸島の島の一つである。

## 概要
フランス領ポリネシアの首都パペーテがあるタヒチ島の西隣りの島で、タヒチ島からの距離は18キロメートルである。人口は17,000人。行政区画としてはマイアオ環礁（Maiao）とともにコミューン・モーレア＝マイアオ（Moorea-Maiao）を構成する。
島のラグーンおよび付近のサンゴ礁は多くの絶滅危惧種のサンゴ、海綿動物、軟体動物、甲殻類の生息地であり、セグロシロハラミズナギドリ、オナガミズナギドリ、セグロミズナギドリなどの海鳥の繁殖地でもある。2008年にラムサール条約登録地となった。
パペーテ至近のタヒチ・ファアア空港の国内線ターミナルから航空路があり、同島の東岸・テマエ空港（Moorea Témaé Airport）との間をエアタヒチのプロペラ機が運航し、所要時間は10分である。パペーテ港からは高速艇で30分、フェリーで1時間で到着する。